# Simone Cantarini
Simone Cantarini detto il Pesarese o Simone da Pesaro (Pesaro, aprile 1612 – Verona, 1648) è stato un pittore italiano, di stile barocco e appartenente alla scuola bolognese.

## Biografia

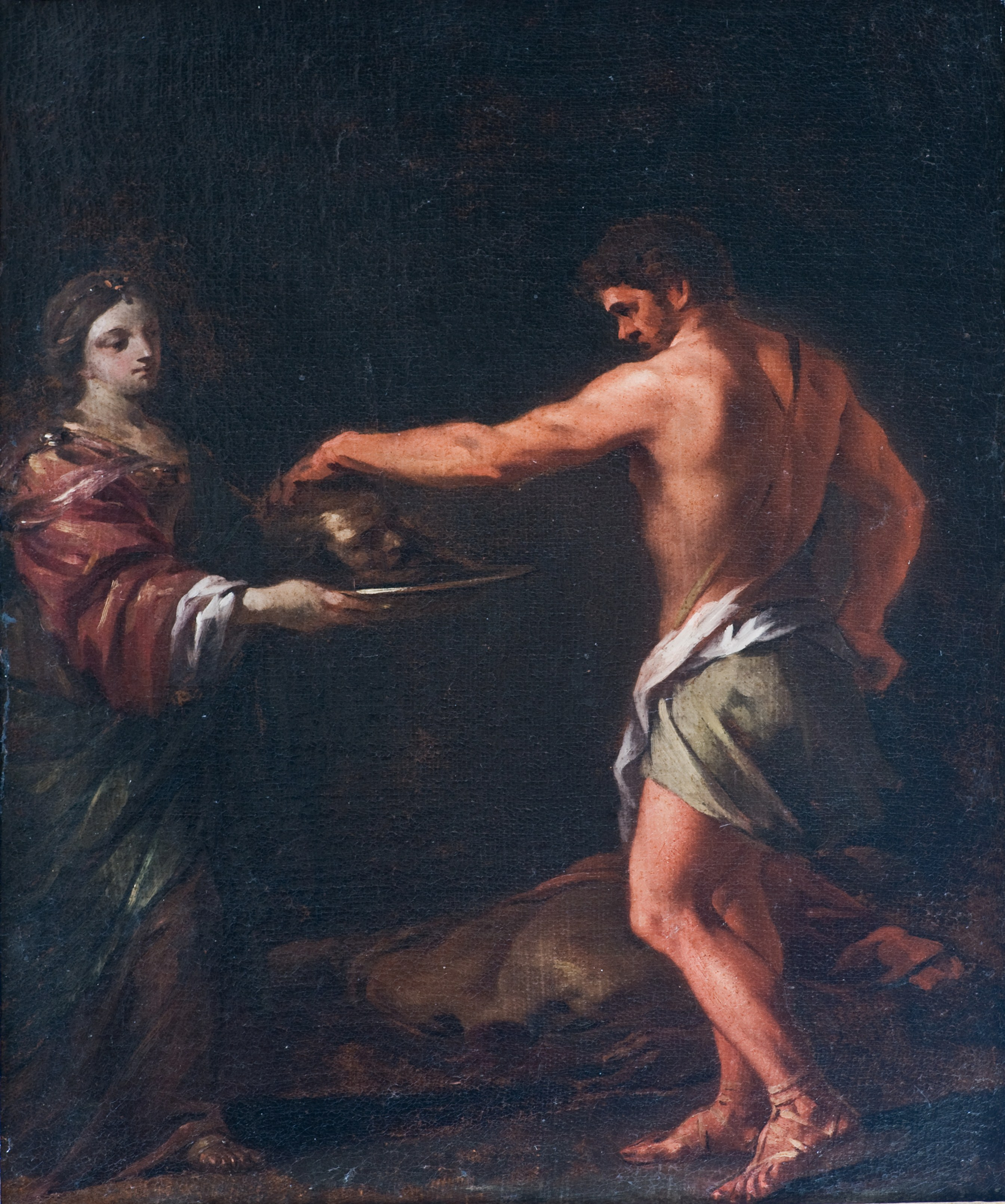
Salomè riceve la testa del Battista

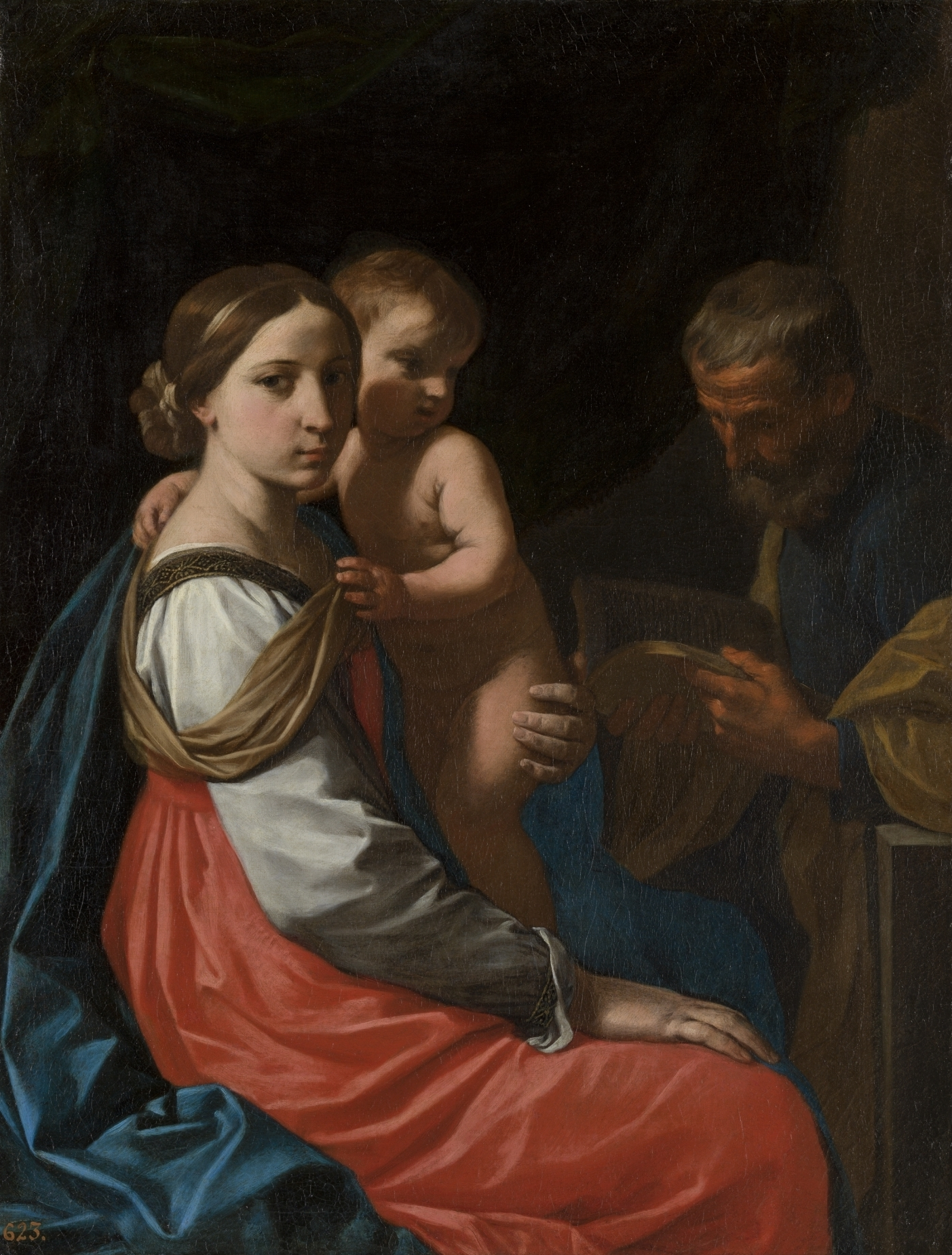
Santa Famiglia, Museo del Prado, Madrid

Nacque a Pesaro nell'aprile del 1612, a quei tempi facente parte del Ducato di Urbino e poi dopo il 1631 allo Stato Pontificio e fu battezzato il 12 aprile nell'anno di nascita.
Il suo percorso formativo seguì varie tappe marchigiane, tra le quali si ricorda la guida del maestro Giovan Giacomo Pandolfi, oltre alla influenza nella sua prima fase creativa della pittura tardomanierista marchigiana, della tendenza caravaggesca di Orazio Gentileschi e Giovanni Francesco Guerrieri, per giungere in una fase artistica successiva
all'influenza di Barocci e di Guido Reni.
La sua educazione non fu immune ad elementi naturalistici, che dal 1640 in poi si aggiunsero alle conoscenze classiche, trasformando Cantarini in un "petit-maître" di alta sensibilità culturale e stilistica.
Per il suo perfezionamento furono fondamentali i suoi soggiorni a Venezia presso la bottega del maestro Claudio Ridolfi e il soggiorno quadriennale (1635-1639) bolognese, presso la bottega di Guido Reni.
Le sue opere più significative furono quelle legate al periodo bolognese, basti citare l'Immacolata e Santi, Il riposo in Egitto, la Trasfigurazione e il Lot con le figlie, tutte databili al quadriennio bolognese. Seguirono alcuni lavori realizzati a Roma durante un suo breve soggiorno, tra i quali il Miracolo dello storpio e la Salomè che riceve la testa del Battista esposta a Cesena nel 2010.
Intorno al 1641 Cantarini soggiornò a Roma dove si dedicò prevalentemente alla scultura antica e allo studio delle opere di Raffaello.
Subito dopo la morte del Reni (1642), Cantarini ritornò a Bologna, dove realizzò lavori di elevata qualità, come l'Adorazione dei Magi e fu attivo negli ultimi anni di vita.
La morte di Cantarini avvenne improvvisamente, e a tal riguardo le notizie storiche appaiono discordanti e incerte: mentre secondo alcune fonti, trovò la morte a Verona nel 1648 per mani del duca di Mantova a causa di una mancata consegna di un lavoro, secondo altre sarebbe stato assassinato da un pittore mantovano dopo un violento litigio.
La pittura di Cantarini si caratterizzò per uno stile peculiare, dall'accentuata ricerca di effetti pittorici, attraverso la potenza suggestiva dei colori o delle immagini, ai colori graduati e le innovative pose delle figure.
Di notevole pregio e originalità, la produzione grafica di incisioni all'acquaforte, che vanta una quarantina di soggetti (37 quelli catalogati) talvolta ripresi da brani pittorici di maggior fortuna. Produzione grafica che attesta l'iniziale interesse del pittore pesarese per l'opera incisoria di Federico Barocci e Guido Reni, cui risulta fortemente debitrice, per poi affrancarsi da questi nelle opere della maturità, con soggetti e composizioni che si caratterizzano per una maggiore autonomia espressiva e per una spiccata qualità del segno.
Lorenzo Pasinelli, Giulio Cesare Milani, Giovanni Peruzzini, Girolamo Rossi, Giovanni Maria Luffoli, Giovanni Venanzi e Flaminio Torre furono alcuni dei suoi allievi.

## Opere
Marche :
- Sant'Antonio, Cagli
- Maria Maddalena, Pesaro

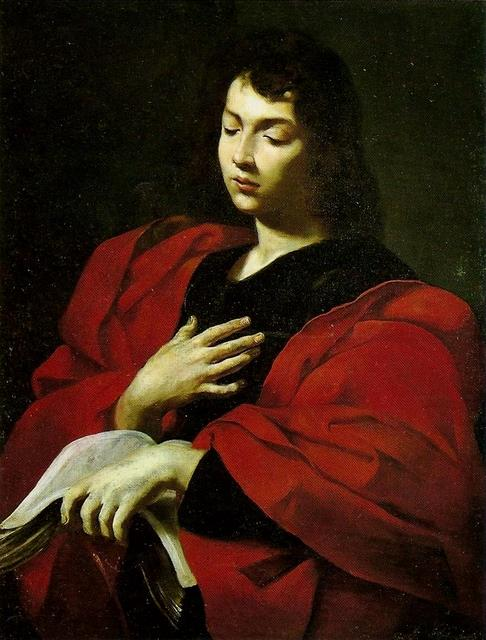
Simone Cantarini, San Giovanni Evangelista, collezione privata

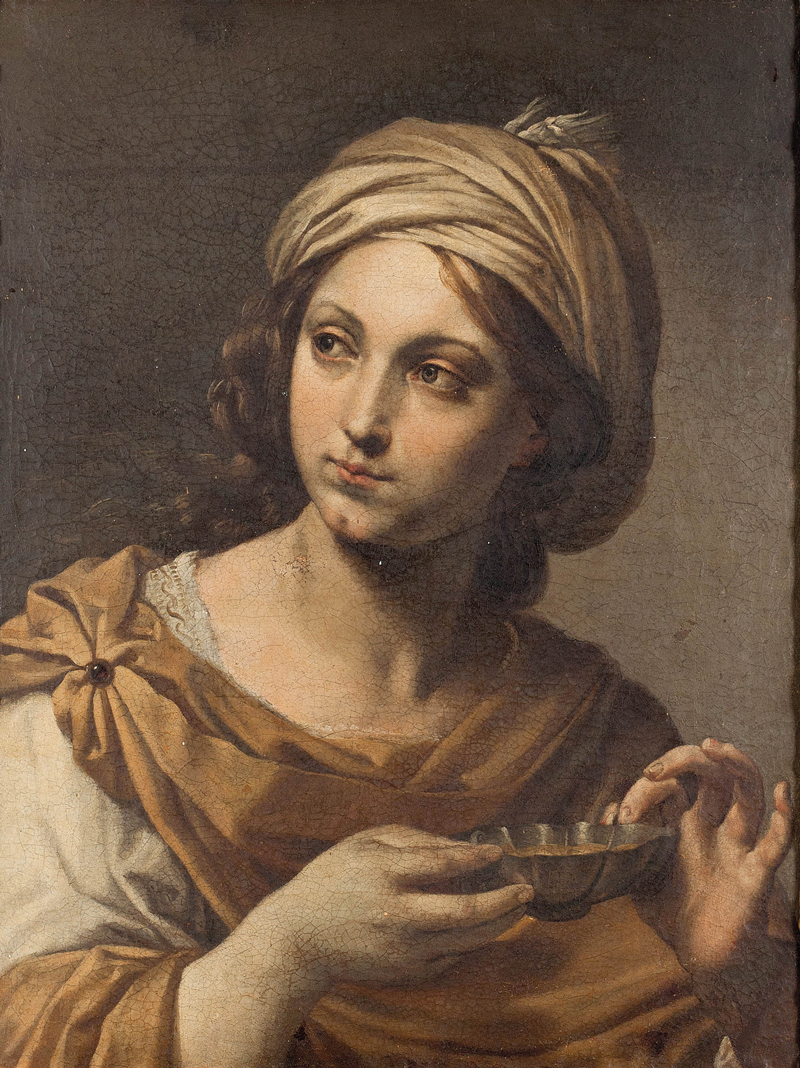
Simone Cantarini, Sofonisba

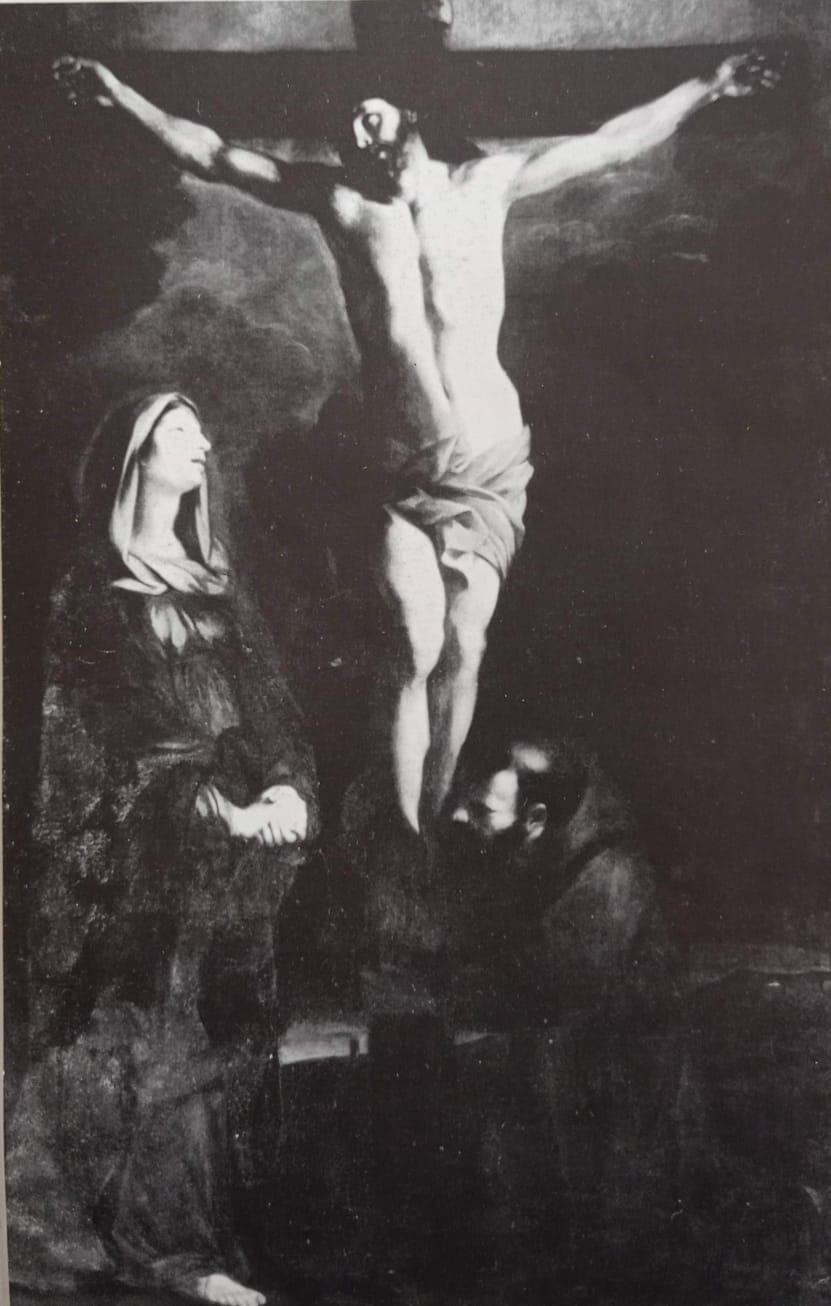
Crocifisso con i Santi Maria Maddalena e Francesco d'Assisi - Chiesa di S.Veneranda (Pesaro)

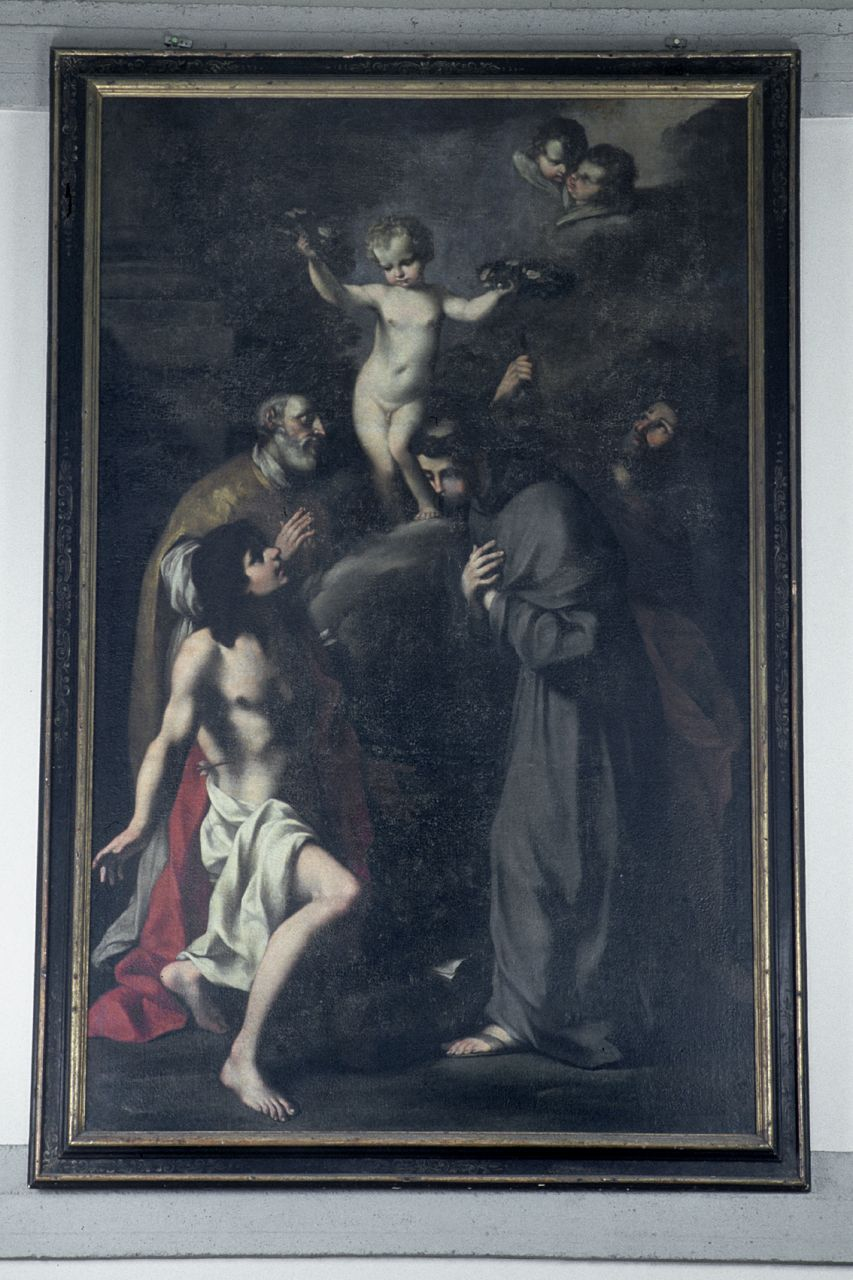
Gesù Bambino incorona con ghirlande di rose i Santi Antonio, Filippo Neri, Sebastiano e Rocco. incoronazione di Santi - Chiesa di S.Veneranda (Pesaro)

- Crocifisso con i Santi Maria Maddalena e Francesco d'Assisi, Santa Veneranda, Pesaro
- Gesù Bambino incorona con ghirlande di rose i Santi Antonio, Filippo Neri, Sebastiano e Rocco. incoronazione di Santi, Santa Veneranda, Pesaro
- Madonna con il Bambino e i Santi Tommaso e Girolamo, Pinacoteca San Domenico, Fano
- Madonna della rosa, Pinacoteca San Domenico, Fano
- L'Arcangelo Michele con Agar e Ismaele nel deserto, Pinacoteca San Domenico, Fano
- San Pietro che guarisce i malati, San Pietro in Valle, Fano
- Gesù Bambino che appare a Sant'Antonio da Padova, Galleria Nazionale delle Marche a Urbino
- Madonna col Bambino in gloria tra i Santi Barbara e Terenzio, Galleria Nazionale delle Marche, Urbino

Emilia-Romagna :
- Ritratto di Guido, Pinacoteca Nazionale di Bologna
- San Girolamo che legge, Pinacoteca Nazionale, Bologna
- San Girolamo, Pinacoteca Nazionale, Bologna
- Madonna in gloria e i Santi Giovanni Evangelista, Eufemia e Nicola da Tolentino, Pinacoteca Nazionale, Bologna
- Adorazione dei Magi, Quadreria di Palazzo Magnani, Bologna
- Lot e le figlie, Palazzo della Cassa di Risparmio, Bologna
- Salomè riceve la testa del Battista, Cesena
- Angelica e Medoro, Collezione Credem, Reggio Emilia 1645 circa
- Martirio di Santo Stefano, Chiesa parrocchiale, Bazzano (Valsamoggia)

Altri luoghi
- Trasfigurazione, pinacoteca di Brera, Milano
- Incoronazione della Vergine, Basilica di Santa Maria Assunta a Gandino (BG)
- San Romualdo, Casa Paolucci, (?)
- Santa Famiglia, museo del Louvre, Parigi, Francia
- Riposo durante la fuga in Egitto (variations), musée de Grenoble, Francia
- Agar e l'angelo, musée des Beaux-Arts de Pau
- Madonna e santa Teresa, coll. marchese d'Exeter, Burghley House, Stamford, Cambridgeshire, Inghilterra
- Sacra Famiglia con san Giovannino, Kedleston Hall, Derbyshire
- Épouse de Joseph et Putiphar, Gemäldegalerie de Dresde
- Marte, Venere e Cupido, Museo di belle Arti di Rio de Janeiro
- Madonna col Bambino e san Francesco Museo dell'Hermitage, San Pietroburgo
- San Matteo e l'angelo, 1645-1648, National Gallery of Art, Washington